# Cedric Diggory
Cedric Diggory je izmišljen lik iz serije fantazijskih romanov o Harryju Potterju britanske pisateljice J. K. Rowling.
Je sin Amosa Diggoryja in iskalec Pihpuffove quidditch ekipe. Njegovo dekle je Cho Chang, zaradi česar je Harry zelo ljubosumen. Opisan je kot »močan, a tih«, ter »zelo postaven« fant. Je dober dijak in predstavnik študentov Pihpuffa. To je dom za pravične.

## Dogajanje v knjigi
Cedric je bil izbran za prvaka Bradavičarke na Trišolskem turnirju. Izbral ga je Ognjeni kelih. Ker so bile tri šole, bi morali biti trije prvaki, vendar so bili štirje, saj je kelih izbral še Harryja Potterja. Cedric vse naloge uspešno premaga, razen zadnje.
- Prva naloga: premagati zmaja in se dokopati do zlatega jajca, ki ti da namig za naslednjo nalogo
- Druga naloga: Po namigu rešiti ugrabljeno osebo iz jezera. Pri tem se moraš ogniti vsem bitjem, ki so v jezeru.
- Tretja: Skozi labirint se dokopati do pokal, vmes pa premagati pošasti.

Do pokala sta prišla skupaj s Harryjem a se je izkazalo, da je pokal dvernik. Znašla sta se na pokopališču, kjer je Marius Cedrica ubil, s pomočjo krvi Harryja Potterja pa obudil Mrlakensteina. Harry se z Mrlakensteinom pomeri in mu pobegne.